# She’s the Woman
«She’s the Woman» — пятьдесят шестой в общем и второй с альбома A Different Kind of Truth сингл хард-рок группы Van Halen, выпущенный 28 февраля 2012 года на лейбле Interscope Records.

## О сингле
Песня восходит к демо Zero, написанной в 1976 году. Её версия была на демо-версии, спродюсированной Джином Симмонсом, что позволило Van Halen заключить контракт с лейблом Warner Bros. Records.
В 2009 году басист Вольфганг Ван Хален, сын гитариста Эдди Ван Халена, взял кассеты для песни из архивов 5150 Studios, ища песни для записи со своим отцом и дядей, барабанщиком Алексом ван Халеном. Демо было сделано в августе 2009 года, и некоторое время спустя Эдди отправил Pro Tools файлы «She’s the Woman», «Bullethead» и «Let’s Get Rockin’» — позже переименованную в «Outta Space» — певцу Дэвиду Ли Роту, которому песни понравились и он решил присоединиться к их проекту новой пластинки Van Halen.
Эта песня была одной из шести новых песен в альбоме 2012 года A Different Kind of Truth, который возник из более старого материала, что сделало её одной из самых прототипичных песен Van Halen на альбоме.
Поскольку оригинальное гитарное соло закончилось тем, что стало пробоем в 1981 году на «Mean Street», Вольфганг придумал новый пробой, «который имел эти сумасшедшие изменения аккордов», что заставило Эдди тщательно спланировать новое Соло, впервые он сделал это после «Running’ with the Devil». Рот переписал текст стиха, но сохранил название и припев прежними.
Выпущенный как сингл 28 февраля 2012 года на лейбле Interscope Records, он достиг 31-го места в чарте Billboard Rock Songs. Рекламный виниловый 7-дюймовый сингл был обслужен в 83 инди-магазинах, чтобы быть предоставленным с покупками A Different Kind of Truth. Сторона «Б» — это интервью «Brown M&M’s» о печально известном контрактном райдере группы, просящем чашу с M&M’s, ни один из которых не может быть коричневым. Музыкальное видео было выпущено на официальном сайте Van Halen 13 апреля 2012 года.

## Список композиций
7" сингл США
| №  | Название          | Длительность |
| -- | ----------------- | ------------ |
| 1. | «She’s the Woman» | 2:57         |

| №  | Название      | Длительность |
| -- | ------------- | ------------ |
| 1. | «Brown M&M’s» | ???          |

## Участники записи
- Дэвид Ли Рот — вокал
- Эдвард Ван Хален — электрогитара, бэк-вокал
- Вольфганг Ван Хален — бас-гитара, бэк-вокал
- Алекс Ван Хален — ударные, перкуссия